# 徐永進
徐永進（1951年11月13日—2022年10月26日），台灣藝術家及書法家，早期學習傳統書法為主，至1990年代以現代書法和現代水墨畫為創作主題 。

## 經歷概述
徐永進出生於台灣苗栗，是客家農家子弟。22歲（1973）畢業於新竹師專（現在的新竹教育大學），畢業後於小學任教多年又重返校園，1983年畢業於國立臺灣師範大學國文系。畢業後任職於銘傳商專（現在的銘傳大學）擔任校長秘書助教職務，三年後離職並全心投入藝術創作，為專職藝術家至今。徐永進的夫人鄭芳和（鄭惠美），也是專職的作家與藝評家，有諸多出版著作與學術發表。

## 重要展覽
- 1981「墨潮會」書法聯展 歷史博物館, 台灣台北
- 1989 徐永進書法個展 臺北市立美術館, 台灣台北
- 1989 徐永進書畫個展 台灣省立美術館, 台灣台中
- 1993「台灣之美」徐永進水墨個展 台北市立美術館, 台灣台北
- 1998「山水裸女」徐永進書畫個展 臺中市政府文化局, 台灣台中
- 2000「書畫與音樂的交會」紐約林肯中心, 美國紐約
- 2001「書畫與音樂的對話」日本東京,大阪,名古屋
- 2005 杭州首屆國際現代書法藝術展 中国美术学院, 中國杭州
- 2007 台北國際現代書法展 台北市立美術館, 台灣台北
- 2009 釜山書藝藝術雙年展 釜山市立美術館 Busan Museum of Art, 韓國釜山
- 2010 天燈祈福語 上海世界博覽會, 中國上海
- 2011「Beyond Calligraphy」 徐永進書藝個展,台北當代藝術館, 台灣台北
- 2015「氣韻靈動」徐永進個展, 新加坡藝術博覽會 Art Stage Singapore, 新加坡
- 2015「東方直觀」徐永進個展, 科隆當代藝術博覽會, 德國科隆
- 2015「東方 道」  徐永進個展, Ａ.Rome Gallery, 義大利羅馬
- 2015「超越視覺」台北藝術博覽會 ART TAIPEI, 台灣台北
- 2016 徐永進當代書藝, 香港當代藝術博覽會 ART CENTRAL, 香港
- 2016 「氣と直観 」, 徐永進個展, 臺北駐日經濟文化代表處 台灣文化中心, 日本東京
- 2016 「無始亦無終:徐永進當代書藝暨抽象畫個展」台北藝術博覽會 ART TAIPEI, 台灣台北
- 2017 「我.自然」台北藝術博覽會 ART TAIPEI, 台灣台北
- 2017 「我.自然」徐永進當代書藝概念展, 水墨藝術博覽會 Ink Asia, 香港
- 2019 「氤氳·象」書藝個展, 水墨現場展博會 INK NOW Taipei Art Expo , 台灣台北
- 2019  徐永進當代書藝, 西雅圖藝術博覽會 Seattle Art Fair, 美國西雅圖

## 獲獎紀錄
徐永進在26歲時（1976年）曾獲得第三十屆全省美展書法第一名，28歲之前共獲得7次全省性書法比賽第一名，之後便致力於專研書法、水墨創作至今，也曾獲全國特殊優良教師(1979)，全國優秀青年代表(1980)

## 當代書藝
徐永進的書法藝術已被闡釋為當代書藝或後現代書藝，因為表現形式打破了傳統的規則形態、色彩、媒材以及作品題材，其書藝作品呈現出個人的情感思維與現代美學。徐永進認為書法藝術應該與時代脈動結合，活化傳統且落實現代。徐永進的藝術具當代性且融合傳統書法的底藴與習禪多年的感觸於作品中，更著重在創作的過程與自發性的流動。

## 外部連結
- 蘇逸洪專訪徐永進 （页面存档备份，存于）